# Aziatische auto in 1974
Dit artikel geeft een overzicht van alle Aziatische personenwagens geproduceerd in 1974 door een belangrijke autoconstructeur. De auto's staan alfabetisch gerangschikt per merk. Hier staan enkel Aziatische merken, ongeacht of ze eigendom zijn van een niet-Aziatisch concern. Ook gaat het om constructeurs die algemeen bekend zijn met auto's die algemeen voor het publiek verkrijgbaar zijn. 
| Daihatsu |                  | concern:                 | Toyota Japan |
| Daihatsu | divisie:         |                          |              |
| Daihatsu | merk:            | Daihatsu Japan           |              |
| Daihatsu | model:           | Charmant Station Wagon/- |              |
| Daihatsu | einde productie: | 1979                     |              |
| Daihatsu | productieaantal: | ?                        |              |

| Isuzu |                  | concern:               | Onafhankelijk |
| Isuzu | divisie:         |                        |               |
| Isuzu | merk:            | Isuzu Japan            |               |
| Isuzu | model:           | Bellett Gemini Coupe/- |               |
| Isuzu | einde productie: | 1979                   |               |
| Isuzu | productieaantal: | ?                      |               |

| Kia |                  | concern:       | Onafhankelijk |
| Kia | divisie:         |                |               |
| Kia | merk:            | Kia Zuid-Korea |               |
| Kia | model:           | Brisa          |               |
| Kia | einde productie: | 1982           |               |
| Kia | productieaantal: | ?              |               |

| Mazda |                  | concern:    | Onafhankelijk |
| Mazda | divisie:         |             |               |
| Mazda | merk:            | Mazda Japan |               |
| Mazda | model:           | Roadpacer   |               |
| Mazda | einde productie: | 1979        |               |
| Mazda | productieaantal: | ?           |               |

| YLN |                  | concern:   | Onafhankelijk |
| YLN | divisie:         |            |               |
| YLN | merk:            | YLN Taiwan |               |
| YLN | model:           | 707        |               |
| YLN | einde productie: | 1979       |               |
| YLN | productieaantal: | ?          |               |